# 吧基哺嗡
吧基哺嗡（賽夏語：Baki'bo:ong、Vaki boonOpehe'Naboon、'Opoeh na bo:ong、Oppehenaboon/Burongopai、Ebe-nabon），是賽夏族神話中的風神，由風姓氏族所供奉。

## 概要
Baki'bo:ong一詞，是由祖父（Baki'）與風（Bo:ong）所合成:164，在賽夏族的神話中，吧基哺嗡是守護山林的大壩尖山（'Oepoeh na bo:ong）山神、掌管大風不止的風神、亦是風姓氏族所供奉的神祇，其配偶為風女神古固瑪雅（Koko'maya、Maja-nabon、Majaopu）。
吧基哺嗡也是鎮風祭（'Oemowaz ka ba:i'）的主祭神，供奉於賽夏五福龍王宮，誕辰日為農曆正月二十 :45

## 神話傳說

### 做為神

#### 風神
傳說吧基哺嗡（Baki'bo:ong）於洪水發生前建造船隻，他的兄弟好奇而詢問，吧基哺嗡回答他的兄弟洪水將降臨，他的兄弟不信並嘲笑。當船隻建好後，吧基哺嗡將所有動植物都遷進船隻，接著天空開始降起大雨，船隻開始漂流。不知過了多久，漂流至現今的大霸尖山，此後便在大霸尖山繁衍各姓氏的族裔:04。

#### 山神
瓦祿部落與大東河部落：
相傳古代因洪水氾濫而汪洋一片，山神吧基哺嗡（Opehe nahoon）見一船漂流而來，船上有一嬰孩（或一孩童、男人）。吧基哺嗡為避免人類滅亡，因此抓起嬰孩嚼碎或切成屍塊後丟入水中，其孩童的骨，成為泰雅族；肉，成為賽夏族；內臟，成為臺灣人:37。

### 做為人

#### 兄妹
吉雅亞部落：
相傳古代發生洪水，僅一對朱姓兄妹乘織機木眮遁往李頭山，然而其妹古固瑪雅（Majaopu/MayaNaboon）死亡，因而其兄吧基哺嗡（Burongopai）在哭泣中將
屍體切片並以Likkaru樹葉仔包裹，裝入織機木眮，沉於水底，而後肉片化為豆姓、風姓等十姓之祖。

#### 親子
向天湖部落：
相傳古代發生洪水，吧基哺嗡（Ebe-nabon）帶著太太古固瑪雅（Maja-nabon）與孩子塔布·納布恩（Tabhe-Naboon）逃至山上，然而僅一個孩子而無法繁衍人類，於是將孩子切成屍塊後拋入水中，其肉塊成為賽夏族，最後一塊為泰雅族。